# Avenue Villemain
L'avenue Villemain est une voie du 14e arrondissement de Paris, en France.

## Situation et accès
L'avenue Villemain est une voie publique située dans le 14e arrondissement de Paris. Elle débute au 115, rue Raymond-Losserand et se termine place du Lieutenant-Stéphane-Piobetta.

## Origine du nom
Elle porte le nom d'Abel François Villemain (1790-1870), écrivain et homme politique français.

## Historique
L'actuelle avenue Villemain est ouverte sous la dénomination « avenue Sainte-Marie » au Petit-Montrouge, territoire de la commune de Montrouge par un spéculateur lotisseur. Percée à partir de la « rue de Vanves » (rue Raymond-Losserand) sur une longueur de 160 m, elle se termine en impasse au moment de l'annexion effective du Petit-Montrouge par Paris, en 1860. La municipalité de Montrouge s'était opposée au prolongement de l'avenue sur des terrains appartenant à un hospice religieux.
Située désormais dans le nouveau quartier de Plaisance la voie prend sa dénomination actuelle le 10 février 1875. En 1979, son débouché sur la rue d'Alésia prend le nom de « place du Lieutenant-Stéphane-Piobetta ».

## Bâtiments remarquables et lieux de mémoire
No 45 : caserne Plaisance de la brigade de sapeurs-pompiers de Paris. Elle a conservé, sur le trottoir, un ancien candélabre la signalant.

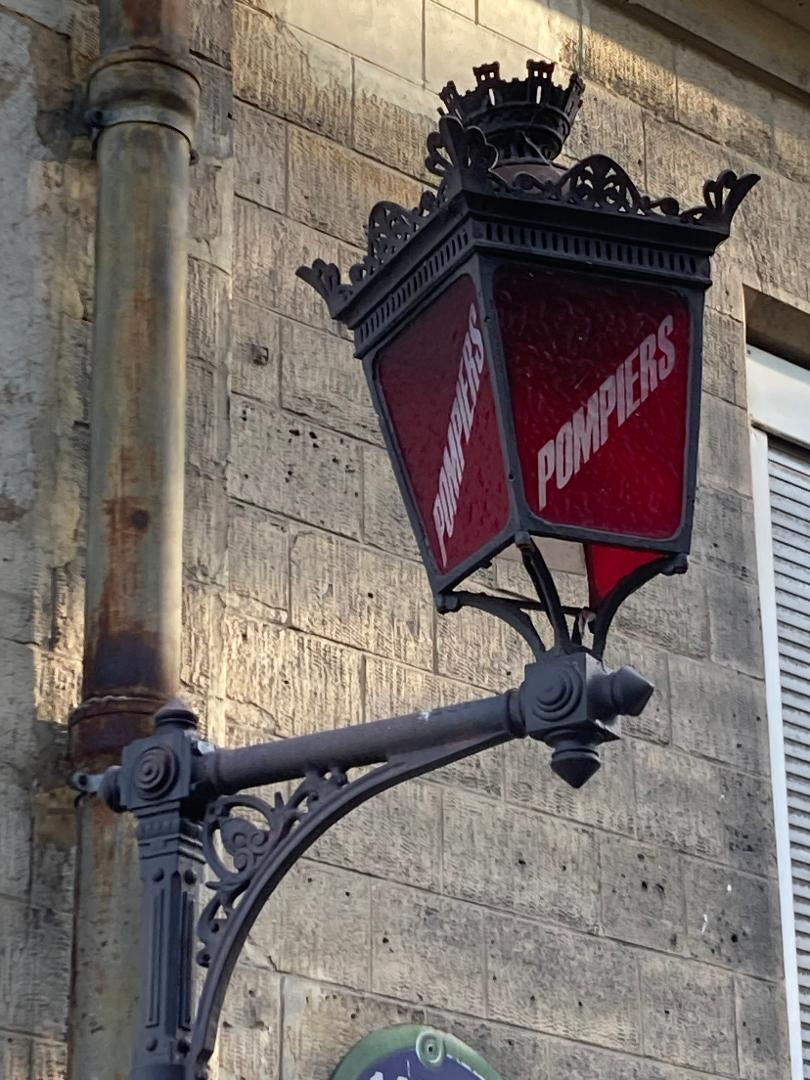
Ancien candélabre de caserne de pompiers.